# Messerschmitt Me 209
O Messerschmitt Me 209 foi um avião de intercepção e caça concebido pela Messerschmitt como possível substituto do famoso Bf 109. Embora tenha batido o recorde de velocidade em 1939, nunca entrou em produção dado que havia aeronaves a serem desenvolvidas que demonstravam uma melhor performance e rendimento para a guerra.